# Commission scolaire de langue française de l'Île-du-Prince-Édouard
La Commission scolaire de langue française de l'Île-du-Prince-Édouard (CSLF) gère les six écoles francophones de l’Île-du-Prince-Édouard au Canada.

## Histoire
La première école acadienne de la province ouvrit ses portes à Rustico en 1815. D’autres écoles acadiennes ouvrirent ensuite leurs portes et il y en a jusqu’à 60 à certaines époques.
Des années 1950 aux années 1970, le système scolaire fut consolidé et de nombreuses écoles, francophones ou anglophones, furent fermées. Les écoles acadiennes de la région Évangéline sont alors les seules écoles francophones restantes et sont placées sous la responsabilité d’une commission scolaire de langue française. Elles furent à leur tour consolidées à la fin des années 1970 pour former l’école Évangéline. L’école François-Buote fut inaugurée en 1980 à Charlottetown. En 1990, le gouvernement provincial accorda à la CSLF la responsabilité de gérer et de promouvoir l'éducation française.
En l’an 2000, la Cour suprême du Canada obligea la construction d’une école francophone à Summerside, une décision qui, selon les historiens Nicolas Landry et Nicole Lang, pourrait profiter aux autres communautés francophones du Canada. La même année, la CSLF ouvrit l’école Pierre-Chiasson à DeBlois, l’École-sur-Mer à Summerside et l’école Saint-Augustin à Rustico. L’école La-Belle-Cloche fut ouverte à Souris en 2003.

## Écoles
| Nom                   | Ville                          | Année d’ouverture | Classes              | Nombre d’élèves | Personnel total (nb. d’enseignants) | Directeur(trice) |
| --------------------- | ------------------------------ | ----------------- | -------------------- | --------------- | ----------------------------------- | ---------------- |
| École Évangéline      | Abram-Village                  | 1961              | 1re–12e année        |                 | 27 (??)                             | Paulette LeBlanc |
| École François-Buote  | Charlottetown                  | 1980              | 1re–12e année        |                 | 48 (25)                             | Elizabeth Blake  |
| École Pierre-Chiasson | DeBlois                        | 2001              | 1re–12e année        |                 | 22 (10),                            | Ghislain Bernard |
| École Saint-Augustin  | Hunter River (près de Rustico) | 2000              | Maternelle–6e année  |                 | 14 (7)                              | Julie Gagnon     |
| École-sur-Mer         | Summerside                     | 2000              | Maternelle–11e année |                 | 33 (16)                             | Justine Roy      |
| École La-Belle-Cloche | Souris                         | 2003              | Maternelle–12e année |                 | 19 (12)                             | Marise Chapman   |

## Admissibilité
En vertu de l’article 23 de la Charte canadienne des droits et libertés adoptée en 1982, les ayants droit à l’éducation en français sont soit les citoyens canadiens dont la première langue apprise et encore comprise est le français, soit ceux qui ont reçu leur instruction (au niveau primaire) en français au Canada, soit ceux dont un enfant a reçu ou reçoit son instruction (au niveau primaire ou secondaire) en français au Canada. Le paragraphe 6.12(1) de la Loi scolaire de l’île-du-Prince-Édouard permet toutefois l’admission d’enfants n’étant pas visés par l’article 23 de la Charte canadienne des droits et libertés; ils doivent alors être recommandés par le Comité d’admission.